# شبکه سلامت ساینای
شبکه سلامت ساینای (انگلیسی: Sinai Health System) یک شبکهٔ بیمارستانی در شهر تورنتو کاناداست که وابسته به دانشکدهٔ پزشکی دانشگاه تورنتو است.
این شبکه در سال ۲۰۱۵ میلادی از ادغام داوطلبانهٔ بیمارستان ماونت ساینای و مرکز خدمات فعال درمانی بریج‌پوینت به‌وجود آمد.